# Barbier (métier)
Pour les articles homonymes, voir Barbier.
Un barbier est une personne, dont le métier consiste à entretenir les cheveux ou la pilosité faciale (la barbe, la moustache, les rouflaquettes, etc.) des hommes. Son métier est proche de celui d'un coiffeur, en plus spécialisé. Il doit savoir raser de près (dans le sens de pousse du poil) et à blanc (dans le sens contraire de pousse du poil). Le barbier est un statut qui a disparu en 1989 ainsi que le titre de Maître Barbier.

## Histoire
Sous l’Ancien Régime, le terme de « barbier » désignait différents métiers dont les frontières se sont peu à peu éloignées : 
- le barbier et le barbier-perruquier étaient les ancêtres de nos coiffeurs actuels. L'expression est toujours utilisée au Québec pour désigner un coiffeur pour homme ;
- le barbier chirurgien était chargé de la petite chirurgie et pouvait effectuer des soins comme les saignées, la pose de ventouses ou de pansements. Ce n'est qu'en 1691 qu'un édit royal français sépare chirurgiens et barbiers, nommés alors Barbier de longue robe et Barbier de courte robe. Le Barbier Perruquier arrive beaucoup plus tard.
- Le métier de Barbier existe depuis l'Egypte Ancienne.

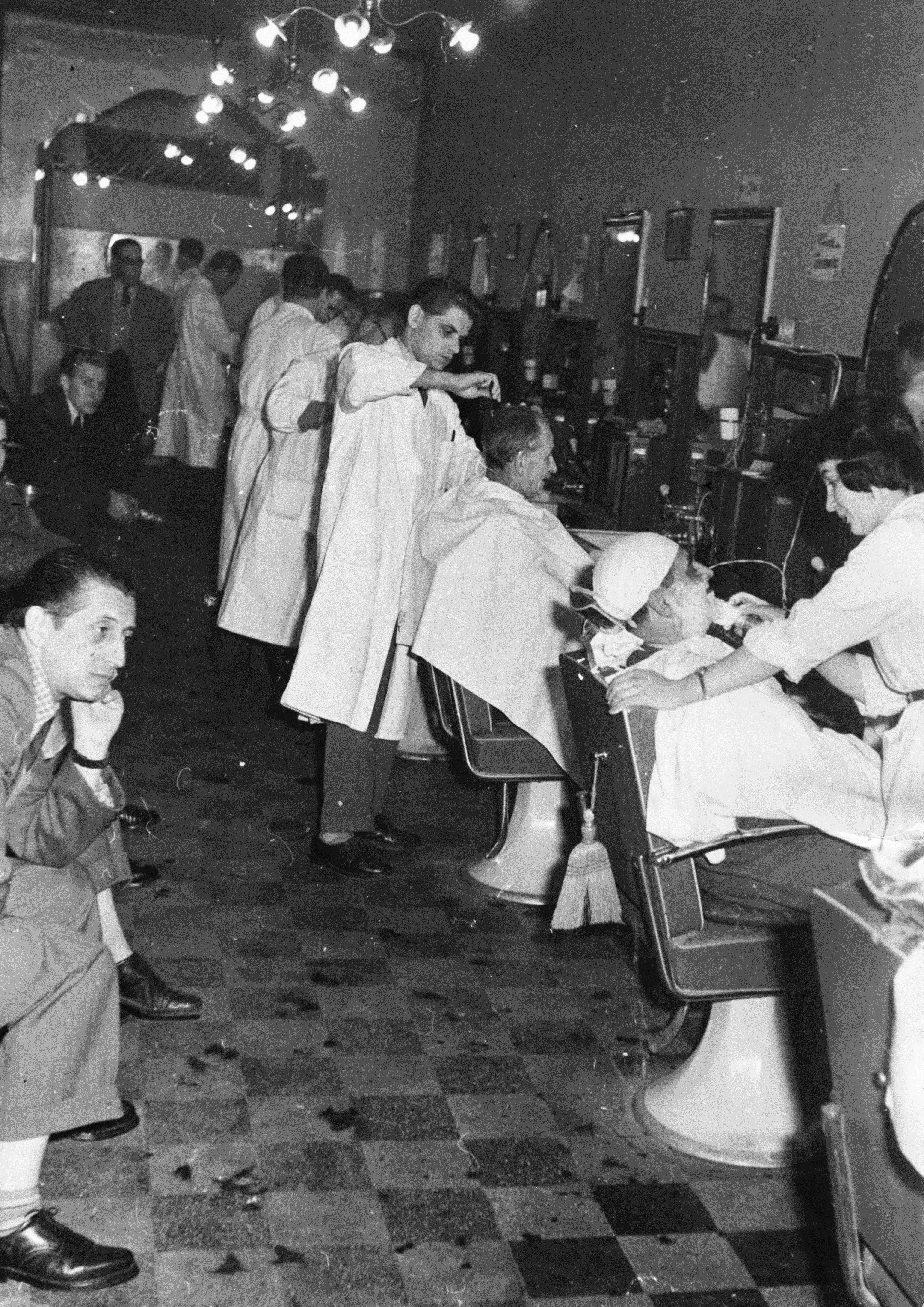
Un salon de barbier-coiffeur en Hongrie dans les années 1960.
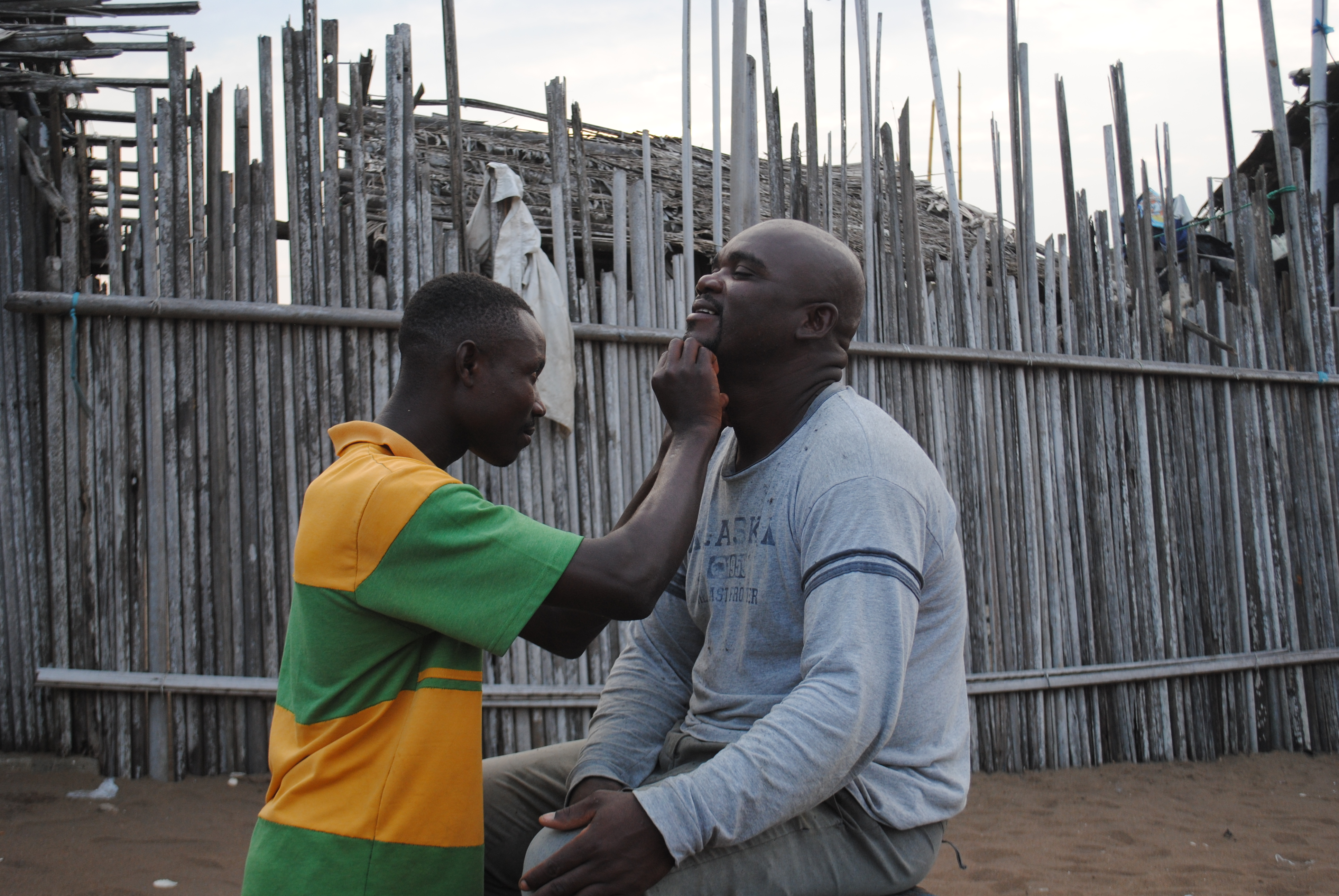
Un barbier exerçant son métier sur une plage à Abidjan.
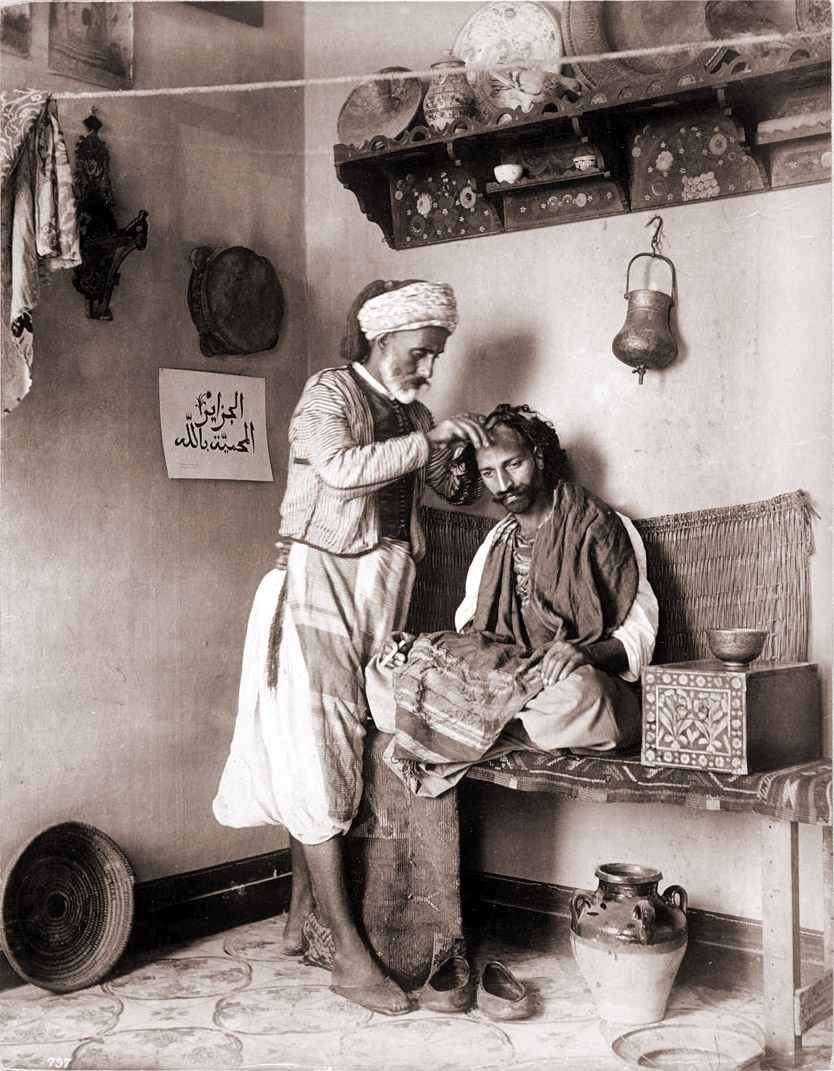
Un barbier exerçant son métier à Algérie, vers 1892.
Vitrine de barbier pour femme.
- Pratiquer la coupe de cheveux à Tokyo, 2013

## Description du métier
Dans certains pays, les boutiques de barbiers sont visibles dans la rue grâce à des enseignes de barbiers aux formes caractéristiques et aux couleurs bleu-blanc-rouge. Le barbier installe généralement ses clients sur une chaise de barbier. Le barbier s'occupe du rasage des hommes qui ne portent pas la barbe, mais aussi de l'entretien des cheveux, de la barbe, des moustaches ou des rouflaquettes pour ceux qui en portent, il nettoie les oreilles, épile les sourcils et les poils du nez. Il emploie un rasoir (qui peut être mécanique, ou, aux époques les plus récentes, électrique) et un lubrifiant, par exemple de la mousse à raser. Au XIXe siècle, il pouvait être d'usage de proposer au client de raser soit au pouce soit à la cuillère : ce dernier objet introduit dans la bouche du client permettait de gonfler la joue et de faciliter ainsi le rasage.

## Représentations dans les arts
Dans le théâtre français, un barbier fameux est Figaro, créé par Beaumarchais dans Le Barbier de Séville en 1775 et repris dans Le Mariage de Figaro puis La Mère coupable. Ces pièces ont fait l'objet de plusieurs adaptations en opéras, en films et en téléfilms. En 1950, Norman Rockwell peint La boutique du barbier Shuffleton une huile sur toile qui servit d’illustration pour la couverture du magazine américain Saturday Evening Post du 29 avril 1950.
En Angleterre, le personnage de Sweeney Todd, barbier criminel qui égorgeait ses victimes, et dont il n'est pas sûr qu'il s'inspire d'un criminel réel, apparaît dans la littérature du XIXe siècle et fait l'objet de nombreuses pièces de théâtre, comédies musicales, films et téléfilms.

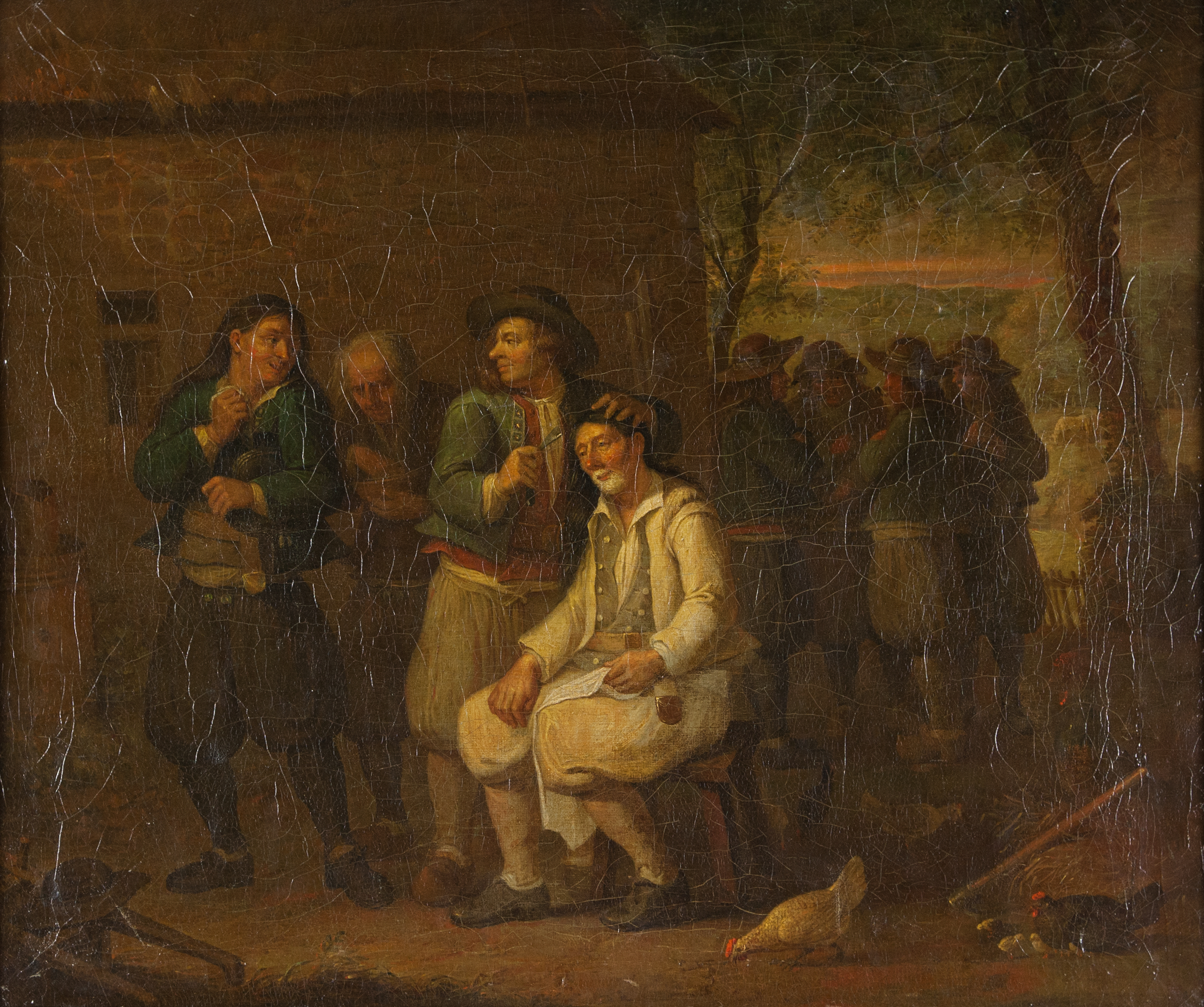
Olivier Perrin : Le Barbier de village (Musée d'art et d'histoire de Saint-Brieuc).
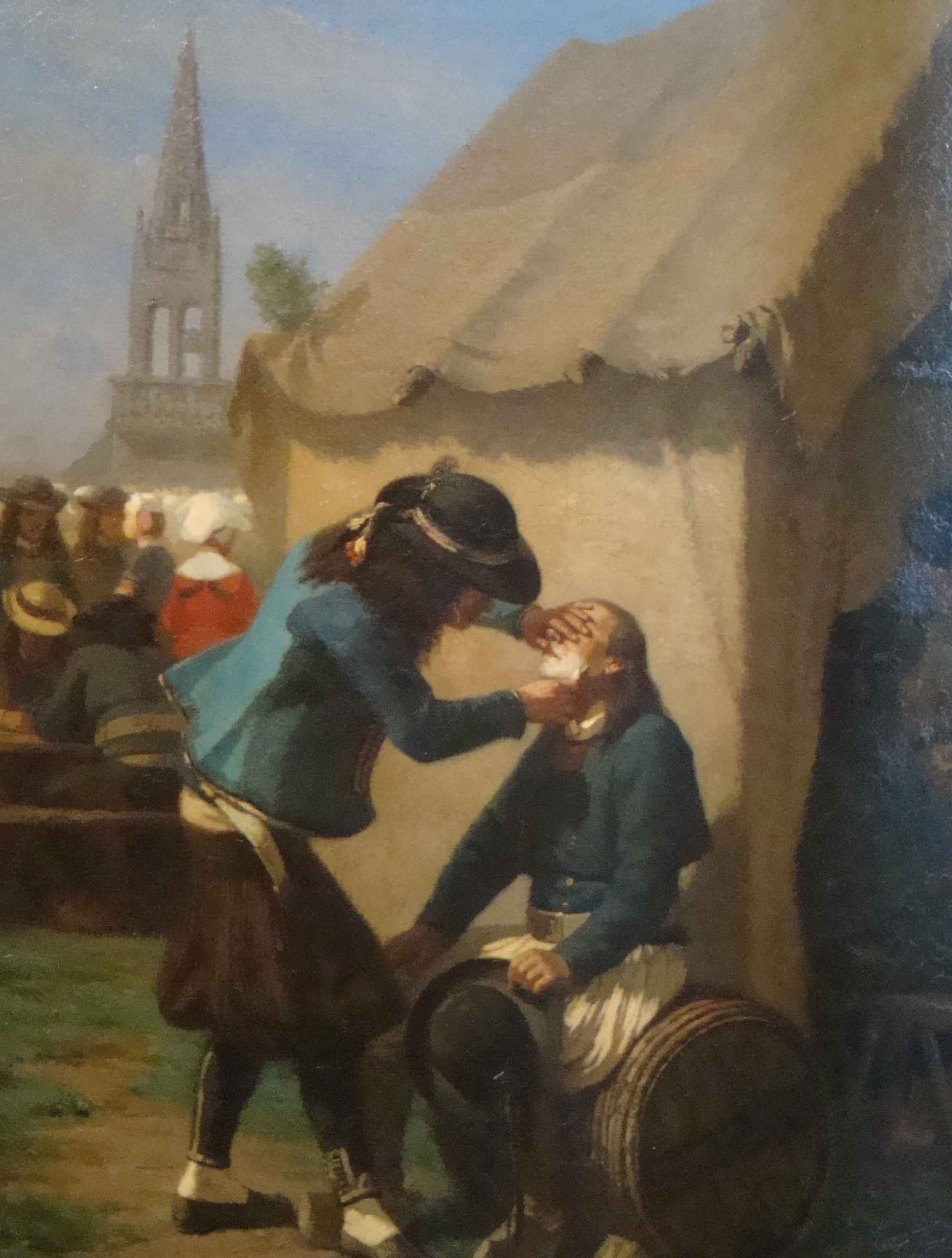
Le Barbier breton (1868, détail).

## Animaux
Le terme "barbering" appliqué aux souris de laboratoire est un comportement dans lequel les souris utilisent leurs dents pour arracher les poils du visage de leurs compagnons de cage lorsqu'elles se toilettent. Il est pratiqué par les souris mâles et femelles. Le "barber" plume les vibrisses du receveur. Ce comportement est probablement lié à la dominance sociale.

## Poteau de barbier

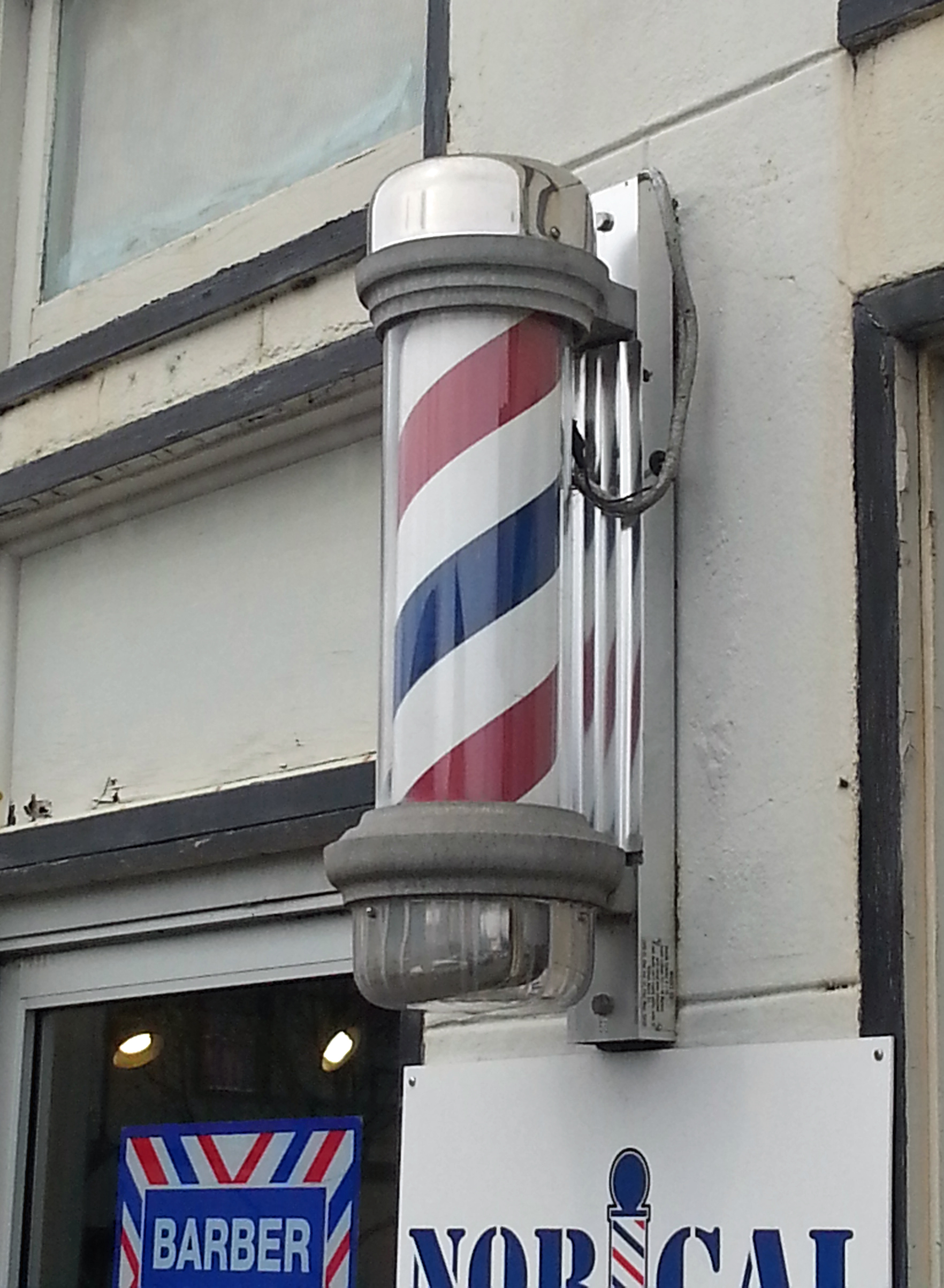
Un poteau rayé rouge, blanc et bleu

Le poteau de barbier, avec ses rayures spirales bleues, rouges et blanches, symbolise différents aspects du métier. C'est un symbole de l'époque où les barbiers pratiquaient des procédures médicales. Les rayures blanches et rouges représentent les bandages et le sang, tandis que les rayures bleues représentent les veines. Le poteau peut être stationnaire ou rotatif, souvent à l'aide d'un moteur électrique,. Un poteau de barbier en rotation crée une illusion d'optique, dans laquelle les rayures semblent monter ou descendre le long du poteau, plutôt que d'en faire le tour,.
Aux États-Unis, la bande bleue est également parfois utilisée pour correspondre au drapeau,,. En Corée du Sud, les poteaux de barbiers sont utilisés à la fois pour les vrais salons de coiffure et pour les bordels,. À Forest Grove, en Oregon, le "poteau de barbier le plus haut du monde" mesure 72 pieds (21,9456 m) En raison de ses bandes et couleurs vives, le sébaste à bandes rouges Sebastes babcocki est appelé "poteau de barbier". D'autres pseudonymes incluent bandit, condamné, canari, Hollywood et drapeau espagnol.
L'expression "barber pole" est un jargon dérisoire au craps, et désigne le fait de mélanger des "chèques de jeu de différentes dénominations". Les mises qui combinent différentes dénominations sont "censées être empilées avec la dénomination la plus élevée en dessous".